# Informationsbedarfsanalyse
Zweck einer Informationsbedarfsanalyse ist es, anwendungs- und programmierspezifische Anforderungen an Informationssysteme abzuleiten. Dabei wird in der Wirtschaftsinformatik und in der Informationswissenschaft dieser Informationsbedarf nutzerbezogen definiert, so dass nicht nur der Informationsbedarf der Aufgaben (objektiver Informationsbedarf), sondern auch das Informationsbedürfnis der Benutzer (subjektiver Informationsbedarf) des betrachteten Informationssystems handlungsleitend ist.

## Grundsätzliche Fragestellungen
Bei der Informationsbedarfsanalyse sind pro Projekt zu klären:
- Welche Informationen werden benötigt (Inhalt)?
- Wie häufig wird eine Information benötigt (Häufigkeit)?
- In welcher Form soll die Information vorliegen (Form)?
- Wie soll eine Information transportiert werden (Medium)?
- Wie wichtig ist eine Information für die Aufgabenerfüllung (Wertigkeit)?

## Instrumente
- Aufgabenanalyse: Analyse der Entscheidungsstrukturen bei der Aufgabenbewältigung; der Informationsbedarf wird aus auftretenden Informationsdefiziten abgeleitet
- Dokumentenanalyse: Ermittlung des Informationsbedarfs aus den Unterlagen, welche für den Entscheidungsprozess relevant sind
- Berichtsmethode: Informationsdefizite werden aus Berichten der Entscheidungsträger abgeleitet, um den Informationsbedarf zu ermitteln (Interviews, Fragebogen)

## Kritik und Erweiterung
Die Informationsbedarfsanalyse wird insofern kritisiert, als die von ihr verwendeten Instrumente (wie z. B. Interviews) zu ungenau sind und präziser in den betreffenden Organisationskontext eingebaut werden müssen.
Deshalb wird versucht, sie z. B. bei der Entwicklung von Führungsinformationssystemen durch eine systematische Analyse von Prozessmodellen zu ergänzen.